# Velika arabska puščava
Velika arabska puščava je velika puščava v zahodni Aziji oziroma na Bližnjem vzhodu. Razteza se od Jemna do Perzijskega zaliva in Omana do Jordanije in Iraka. Zaseda večino Arabskega polotoka, s površino 2.330.000 kvadratnih kilometrov. Je peta največja puščava na svetu in največja v Aziji. V njenem središču je Rub al-Hali ('Prazna četrt'), eno največjih nepretrganih pesščenih teles na svetu.
Gazele, arabski oriks, peščena mačka in agame (Uromastyx) so le nekatere od puščavsko prilagojenih vrst, ki preživijo v tem ekstremnem okolju, v katerem je vse od rdečih sipin do smrtonosnih suhih peskov. Podnebje je večinoma suho (večji del dobi okoli 100 mm dežja na leto, nekateri zelo redki kraji pa prejmejo le 50 mm), temperature pa se gibljejo med zelo visoko vročino in sezonsko nočno zmrzaljo. Je del bioma puščav in vegetacije suhih območij ter palearktične ekoregije.
Arabska puščavska ekoregija ima malo biotske raznovrstnosti, čeprav tu raste nekaj endemičnih rastlin. Številne vrste, kot so progasta hijena (Hyaena hyae ), šakal in medarski jazbec (Mellivora capensis), so zaradi lova, človeških posegov in uničenja habitatov iztrebljene. Druge vrste so bile uspešno ponovno vpeljane, na primer arabska peščena gazela (Gazella marica) in so zaščitene v številnih rezervatih. Prekomerna paša živine, vožnja izven cest in uničevanje habitatov so glavne grožnje tej puščavni ekoregiji.

## Geologija in geografija
Podrobne geološke značilnosti:
- Koridor peščenega terena, znan kot puščava Dahna, povezuje veliko puščavo Nefud (65.000 km²) na severu Saudove Arabije z Rub al-Hali na jugovzhodu.
- Tuvaik, naravna kamnita pečina, je območje 800 km dolgega loka apnenčastih klifov, planot in kanjonov.
- Brakične slane planote: lahek pesek Umm al-Samim
- Vahiba (Ramlat al-Vahiba) v Omanu: izolirano peščeno morje, ki meji na vzhodno obalo.[4][5]
- Puščava Rub al-Hali[6] je sedimentna kotlina, podolgovata na osi jugozahod proti severovzhodu čez arabsko polico. Na nadmorski višini 1000 metrov kamnite pokrajine prinaša v prostor Rub al-Hali, velik širok pesek arabske puščave, katere skrajna južna točka prečka središče Jemna. Pesek prekriva prodišče ali mavčne ravnice, sipine pa dosežejo največ 250 m višine. Peski so pretežno silikati, sestavljeni iz 80 do 90 % kremena in preostalega glinenca, katerega zrna z železovim oksidom obarvajo pesek v oranžno, vijolično in rdečo.

## Ekologija in naravni viri
Naravni viri, ki so na voljo v Veliki arabski puščavi, so nafta, zemeljski plin, fosfati in žveplo.
Rub al-Hali ima zelo omejeno raznolikost rastlinstva. Obstaja le 37 rastlinskih vrst, 20 jih je zabeleženo v glavnem telesu peskov in 17 okoli zunanjih robov. Od teh 37 vrst sta ena ali dve endemični. Vegetacija je zelo razpršena, vendar dokaj enakomerno razporejena, z nekaj prekinitvami blizu sterilnih sipin. Nekatere značilne rastline so:
- Calligonum crinitum na sipinah
- Cornulaca arabica (solni grm)
- Cyperus conglomeratus

Druge razširjene vrste so:
- Dipterygium glaucum
- Limeum arabicum
- Zygophyllum mandavillei (Mandaville 1986).

Zelo malo najdemo dreves, razen na zunanjem robu (običajno Acacia ehrenbergiana in Prosopis cineraria). Druge vrste so gozdna trajnica Calligonum comosum in letna zelišča, kot je Danthonia forskallii. 
Tu sta nekdaj živela azijski gepard  in azijski lev .

## Podnebje
Velika arabska puščava ima subtropsko, vroče puščavsko podnebje, blizu podnebja Saharske puščave; največje vroče puščave na svetu. V resnici je arabska puščava podaljšek Sahare nad Arabskim polotokom. Podnebje je predvsem vroče in suho z veliko sonca skozi vse leto. Količina padavin običajno znaša približno 100 mm, najbolj suha območja pa lahko sprejmejo med 30 in 40 mm dežja na leto. Takšna suhost pa ostaja v vsej puščavi zelo redka. V arabski puščavi skoraj ni hiper aridnih območij, v nasprotju s Saharo, kjer je več kot polovica območja hiper aridna (letna količina padavin pod 50 mm). Trajanje sončnega obsevanja je po svetovnih standardih v arabski puščavi zelo veliko, med 2900 urami (66,2 % dnevne svetlobe) in 3600 urami (82,1 % dnevne svetlobe), vendar je običajno približno 3400 ur (77,6 % dnevne svetlobe) , kar jasno kaže, da v regiji prevladujejo razmere z jasnim nebom in so oblačna obdobja  le občasna. Čeprav sta sonce in luna svetla, povzročata prah in vlaga slabšo vidnost. Temperature so visoke vse leto. Povprečne temperature poleti so na splošno nad 40 ° C pri nizkih nadmorskih višinah in se lahko pri zelo nizkih nadmorskih višinah celo dvignejo do 48 ° C, zlasti ob Perzijskem zalivu v bližini morske gladine. Povprečne nižje temperature poleti ostajajo visoke nad 20 ° C in včasih nad 30 ° C v najjužnejših regijah. Rekordno visoke temperature so na večjem delu puščave nad 50 ° C, deloma tudi zaradi zelo nizke nadmorske višine.

## Politične meje
Puščava leži večinoma v Saudovi Arabiji in se razprostira v okoliške države Egipt (Sinajski polotok), južni Irak in južna Jordanija. Puščava meji na 5 držav, meji na Perzijski zaliv, se razprostira v Katar, na vzhodu pa regija pokriva skoraj ves Abu Dabi v Združenih arabskih emiratih (ZAE). Rub al-Hali prehaja iz Savdske Arabije v zahodni Oman in vzhodni Jemen.

## Ljudje, jeziki in kulture
Na območju je več različnih kultur, jezikov in ljudstev, pri čemer prevladuje islam. Glavna etnična skupina v regiji so Arabci, katerih glavni jezik je arabščina.

### Navečja naselja
V središču puščave leži Rijad, glavno mesto Saudove Arabije, z več kot 7 milijoni prebivalcev . Druga velika mesta, kot so Dubaj, Abu Dabi ali Kuvajt, ki ležijo na obali Perzijskega zaliva.

## Ekološke grožnje
- Kmetijski projekti
- Človekovo uničevanje habitata
- Vojaška dejavnost
- Proizvodnja nafte in plina
- Prekomerna paša kamel in koz s povečano velikostjo črede in bolj stalnim življenjskim slogom med beduini.

### Vojaške aktivnosti
Orožje, ki so ga ZDA uporabljale med zalivsko vojno, prav tako predstavlja veliko tveganje za okoljsko stabilnost območja. Kolone tankov v puščavskih ravnicah lahko porušijo krhko stabilnost, ki trenutno obstaja v puščavi. Leta 1991 je gibanje ameriških tankov čez puščavo poškodovalo zgornjo zaščitno plast puščavske zemlje. Posledično so se sprostile peščene sipine in se počasi začele premikati. Nekateri se bojijo, da bi te sipine lahko končno prišle do mesta Kuvajt. 

### Zaščita
Stanje ohranjenosti puščave je kritično / ogroženo, saj so ogrožene vrste, vključno s peščeno gazelo in belim oriksom, medarski jazbec, šakal in progasta hijena pa so že izginili.
Uradnih zavarovanih območij ni, vendar so za Abu Dabi načrtovana številna zavarovana območja.

### Razlitje nafte
Januarja 1991 med zalivsko vojno so iraške sile iz rezervoarjev in tankerjev izpustile približno 1,7 milijona m3 (11 milijonov sodčkov) nafte neposredno v Perzijski zaliv. Februarja so uničili tudi 1164 kuvajtskih naftnih vrtin. Za gašenje teh naftnih požarov je bilo potrebnih devet mesecev. Te razlite nafte so kontaminirale 1000 km obale Perzijskega zaliva.
Posledica onesnaženja je bila smrt več tisoč vodnih ptic in resna škoda vodnega ekosistema Perzijskega zaliva, zlasti kozic, morskih želv, dugongov, kitov, delfinov in rib.
Poškodovane vrtine so v puščavo sprostile okoli 10 milijonov m³ (60 milijonov sodčkov) nafte in oblikovale jezera (skupna površina 49 kvadratnih kilometrov).